# Menetou-Râtel
Menetou-Râtel is een gemeente in het Franse departement Cher (regio Centre-Val de Loire) en telt 496 inwoners (2004). De plaats maakt deel uit van het arrondissement Bourges.

## Geografie
De oppervlakte van Menetou-Râtel bedraagt 28,4 km², de bevolkingsdichtheid is 17,5 inwoners per km².
De onderstaande kaart toont de ligging van Menetou-Râtel met de belangrijkste infrastructuur en aangrenzende gemeenten.

## Demografie
Onderstaande figuur toont het verloop van het inwonertal (bron: INSEE-tellingen).